# Klaudia Tanner
Pour les articles homonymes, voir Tanner.
Klaudia Tanner, née le 2 mai 1970 à Scheibbs (Basse-Autriche), est une femme politique autrichienne membre du Parti populaire autrichien (ÖVP). Depuis janvier 2020, elle est ministre fédérale de la Défense nationale dans le gouvernement Kurz II.

## Jeunesse et éducation
Klaudia Tanner grandit dans la ferme de ses parents au sein du district de Scheibbs, où elle s'intéresse à l'apiculture. Elle obtient un master en droit de l'université de Vienne en 1995.

## Carrière
De 2010 à 2015, elle est membre du conseil municipal de la ville de Gresten située en Basse-Autriche. Jusqu'en 2020, elle est également la directrice de l'Union des agriculteurs de Basse-Autriche — dont elle était de 1996 à 2001 l'assistante juridique et sociale —, première femme à occuper ce poste. Elle est remplacée à cette fonction par son adjoint Paul Nemecek lorsqu'elle est nommée ministre.
En 2001, elle entre dans le cabinet du ministre fédéral de l'Intérieur Ernst Strasser.
En 2017, elle est citée comme choix possible au ministère de la Défense pour le second gouvernement de Sebastian Kurz, lors de négociations entre le Parti populaire autrichien et le Parti de la liberté. Elle n'est finalement pas choisie mais elle est élue vice-présidente de l'ÖVP en Basse-Autriche. L'année suivante, elle entre au Landtag de Basse-Autriche. Son mandat est repris par Waltraud Ungersböck (de) en 2020.
Le 7 janvier 2020, elle est nommée ministre fédérale de la Défense nationale dans le gouvernement Kurz II. Elle est la première femme à occuper ce poste en Autriche.